# سمر كوكش
سمر كوكش (ولدت 26 أغسطس 1972 م) ممثلة ومؤدِّية صوت سورية، وناشطة معارضة لنظام حزب البعث وبشار الأسد، ومعتقلة سابقة. وهي ابنة الممثلة ملك سكر والمخرج علاء الدين كوكش، وخالتاها الممثلة ألفت سكر وأمل سكر.

## سيرتها
تخرَّجت سمر كوكش في المعهد العالي للفنون المسرحية في سوريا عام 1995 شاركت بالعديد من الأعمال في المسرح والإذاعة والتلفزيون كما عملت في التلسين (الدبلجة) لقناة سبيس تون، ارتدت الحجاب عام 2003، وقلَّ ظهورها الفني، مع استمرارها في العمل في (الدبلجة).

## موقفها من الثورة السورية
مع انطلاق الثورة السورية، نشطت في دعم الحَراك السِّلمي المعارض للنظام، والمساعدة الإنسانية للمتضرِّرين المدنيين، ولا سيَّما الأطفال والنساء. اعتقلتها السلطاتُ السورية في أواخر عام 2013، واتهمتها بدعم الإرهاب، وصدر حُكم عليها من محكمة الإرهاب بدمشق بالسَّجن 5 أعوام، قضت منها أكثر من 3 سنين في سجن عدرا، وأُطلق سَراحها في فبراير 2017.
ثم انتقلت إلى السودان مدَّة، ومنها انتقلت إلى بلجيكا، ولا تزال مقيمة فيها، وتمارس عملها الفني بالمشاركة في مسرحيات في فرنسا وبلجيكا تُبرز معاناة المعتقلين السوريين ووحشية النظام في قمع المدنيين.

## أعمالها

### في المسرح
- ليالي شهريار.
- الرغبة.
- حكاية الشتاء.
- يقظة الربيع، المسرح القومي، تأليف فرانك فيديكند، ترجمة وإعداد وإخراج رياض عصمت.
- سفر النرجس.
- المسخ.
- سندريلا.
- الوصية.
- حكايا الأحلام.

### في الإذاعة
- حكم العدالة.

### في الدبلجة
- إيداتين جمب - ميساء وأماني
- بن 10 - غوين تنيسون
- بنات الميتم  - فيرو
- بن 10: سر الأومنتريكس - غوين تنيسون
- المحقق كونان - ران موري
- دراغون بول - غوكو
- دراغون بول زد - غوهان
- دراغون بول سوبر - غوتين
- أنا وأخواتي -سهاد
- ون بيس - نامي
- سكوبي دو - والدة فريد
- بي بليد المعركة الحديدية - كارل وسهام (الصوت الثاني)
- رنين الجواهر - ربا
- أبطال الديجيتال ج1 - مي كاسر
- أبطال الديجيتال ج2 - سلمى سلحوف
- همتارو - لورا/ كابو/ سنوزر
- الثابتون
- الفتيات الخارقات - تمارة
- أدغال الديجيتال - هالة
- أوبتي مورفس - كامل
- سوبر وينجز - جيت (نسخة مركز الزهرة)
- رينبو روبي
- هورتن يسمع هووو!
- السراب (أنمي) - ميارا
- مونستر هنتر ستوريز- ليليا
- صبايا - إيمان
- ماريو الهداف - نانا (إستديو غزال للإنتاج الفني)

## وصلات خارجية
- سمر كوكش على موقع IMDb (الإنجليزية)
- سمر كوكش على موقع قاعدة بيانات الأفلام العربية